# ジェヴォーダンの獣

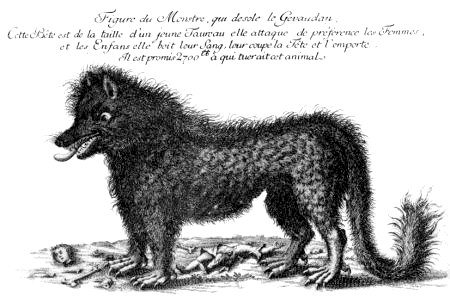
ジェヴォーダンの獣。

ジェヴォーダンの獣（ジェヴォーダンのけもの、仏: La bête du Gévaudan）は、18世紀のフランス・ジェヴォーダン地方（現在はロゼール県の一部）に出現した、オオカミに似た生物。1764年から1767年にかけマルジュリド山地周辺に現れ、60人から100人の人間を襲った。獣が何であったかは、現在も議論されている。 事件は未確認動物学と陰謀の両方の面の憶測がされている。
15世紀に首都パリに迫ったオオカミの群れの史実が有名であるが、18世紀後半のフランスでは、ソワソンやペリゴール（現在のドルドーニュ県）など各地でオオカミ被害が相次いでいた。

## 外観
獣はウシほどの大きさのオオカミに似た生物で、広い胸部をし、長く曲がりくねった尻尾はライオンのような毛皮の房で先端まで覆われていた、と記述されている。そして、小さく真っ直ぐな耳と巨大な犬歯がはみ出ている、グレイハウンド犬のような頭部をしていたという。獣は全身が赤い毛で覆われ、特筆すべきは黒い縞模様が背中の長さ分あったことだった。

## 襲撃
最初に獣による襲撃が起きたのは、1764年6月1日だった。ランゴーニュ（現在のロゼール県のコミューン）から来た女性が、樹木の間からオオカミに似た動物が現れ、自分に向かって真っ直ぐに走ってくるのを目撃した。しかし、農場の雄牛たちによって追い払われた。
6月30日、公式に確認された初めての犠牲者、14歳の少女ジャンヌ・ブルが、ランゴーニュから遠くないレ・ウバックの村近くで行方不明となり、翌日内臓を食われた遺体となって発見される。
この生き物の伝えられた殺害の仕方は捕食動物としては異常で、しばしば獲物の頭部を標的にし、普通なら捕食動物が狙う脚や喉を全く無視していた。頭部は砕かれるか食いちぎられていた。伝えられるところによれば、獣はウシを避ける傾向があり、農場の家畜ではなく人間を標的としているようにみられていた。何度も、同じ草原にウシがいたというのに、人間を襲ったとされる。
獣は同類をもう一匹連れていた、あるいは子連れだった、という報告がいくつかある。近くに人間（獣の飼主）がいたことを暗示する証言は記録されていない。
犠牲者の確かな人数を調べることが難しいため、確認された記録をもとに、198回襲撃がされ、死者は88人、負傷者は36人であると見積もられた。他の情報源では上記の結果を上回り、306回の襲撃、死者123人、負傷者51人とされていた。獣の好んだ獲物は女性と子供で、農場で少人数で仕事をしていたことから、たやすく狙われたと考えられる。一方で男性は、鎌や草刈り鎌のようなものを武器として使うことが可能だったうえ、しばしば集団で草原で作業していたため狙われにくかったと思われる。

## 獣の追跡

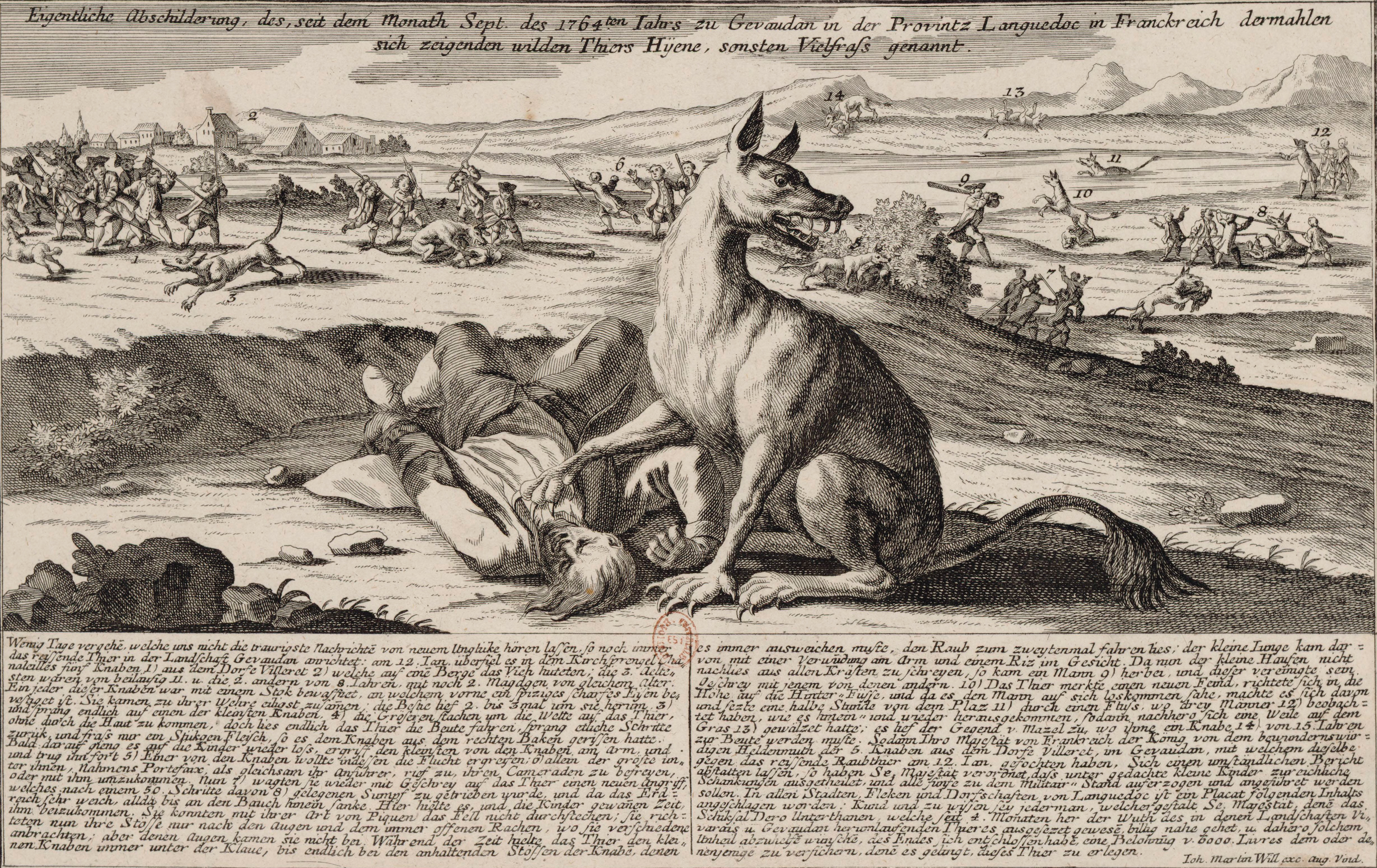
ジェヴォーダンの獣。

1765年1月12日、ジャック・ポルトフェと6人の友人らが獣に立ち向かった。彼らは共に行動しながら獣を追い払った。彼らの奮闘がフランス王ルイ15世の興味を引き、王は少年たちに300リーヴルを与えた。また王は、オオカミ狩り専門家ジャン＝シャルル・ダンヌヴァル（Jean-Charles-Marc-Antoine Vaumesle d'Enneval）と彼の息子ジャン＝フランソワに、オオカミの息の根を止めるよう命じた。王はジェヴォーダンの怪物の襲撃に、個人的に興味を持っていたのである。
ダンヌヴァル父子がクレルモン＝フェランに到着したのは、1765年2月17日だった。彼らはオオカミ狩り用にトレーニングされた、8頭のブラッドハウンド犬を連れてきた。父子は獣がオオカミであると信じていたため、彼らは数ヶ月間ヨーロッパオオカミを狩り続けた。しかしジェヴォーダンの獣の襲撃は止まず、1765年6月になって王の火縄銃運搬人で狩人の中尉、フランソワ・アントワーヌ（別名アントワーヌ・ド・ボーテルヌ）と交替させられた。アントワーヌは6月22日にル・マルジュに到着した。
1765年9月20日、アントワーヌは体長1.7メートル、体高80センチ、体重60キロの巨大な灰色のオオカミを仕留めた。オオカミは近郊のアバイエ・ド・シャズで『シャズの獣』（'Le Loup de Chazes'）と呼ばれた。この動物は、オオカミとしては巨大だと地元で認められた。アントワーヌは次のように公式に宣言した。『我々はこの手で獣を仕留めたことを宣言する。これと比較される大きなオオカミをもはや見ることはない。さらに、この生き物が恐ろしい獣となって多大な被害を引き起こしたのはなぜか、我々は判断ができない。』 
オオカミは剥製にされてヴェルサイユへ送られた。ヴェルサイユで英雄としてアントワーヌは迎えられ、称号や勲功、多額の褒賞金を受け取った。
しかし、1765年12月2日、獣は再びラ・ブッスイル・サン・マリーに現れ、2人の子供たちに瀕死の重傷を負わせた。その後も12人以上の死者が出たと伝えられた。

### ジャン・シャストル
1767年6月19日、地元の猟師ジャン・シャストル（英語: Jean Chastel）は、獣を殺しすぐに襲撃を止ませたことで名誉を得た。
シャストルの成功の報告周囲には議論がある。一家の伝統だからと、シャストルは大規模狩猟団に参加した際、聖書を座って読むことと祈りの時間を要求したのである。祈りの最中に獣がやってくるのが視界に入ると、獣はシャストルをじっと見つめ、彼が獣を撃つ前に彼が祈りを終えるのを待っていたという。獲物が視界に入れば襲うというのが常であるのに、これは常軌を逸した獣の振る舞いである。一部の人は、シャストルが獣の事件と関係しているか、彼が獣を訓練したことの証拠だと信じている。しかし、祈りの話は信仰やロマン派主題を単純に捏造したに過ぎない。

## 解釈
多様な解釈が襲撃当時からなされた。単なるオオカミの襲撃が誇張されただけとする説や、現地語でルー・ガルー（loup-garou）と称される狼男が正体だという説もあった。さらに極端な説としては、神罰だという主張や、邪悪な魔法使いにより呼び出された魔物であるとの主張もあった。しかし襲撃があったのは事実であり、現地では人食いオオカミの襲撃・アフリカから持ち込まれたハイエナの脱走（ジャン・シャストルの射殺した剥製が残っていた）・オオカミと犬の雑種の話といった事実が要素となり、そこに狼男という当時の都市伝説的な脚色がされた結果という話も伝わっている。

### オオカミ
野生のオオカミは常に人間との接触を避け、家畜を襲うのは狩猟対象が払底された場合に限られている。それに反してジェヴォーダンの獣は、人間と家畜が同じ場所にいても家畜を無視し、もっぱら人間を標的にしたと言われている。これをオオカミでは無い証拠として考える向きもある。
しかし、当時のオオカミは現代のオオカミより攻撃的であったとも考えられる。15世紀にパリを包囲した人食い狼の一群の史実はその証拠の一端である。またフランスだけでなくヨーロッパでも中国でも人を襲うオオカミの群れは貴族・騎士階級の軍事訓練を兼ねた「狩猟」の名目で淘汰されてきた歴史的経緯がある。現代の人との接触を避けるオオカミは、殺傷能力の高い銃器を持つ人間を積極的に避ける集団が生き残ったことによる、自然の淘汰の結果であると主張する者もいる。例として現在、世界中の地域の中でオオカミの襲撃が日常茶飯事で起こる場所は、環境保護や野生動物とのすみわけなどといった環境対策が不十分にしか行えない非常に貧しい地域であることが挙げられる。

### ハイエナ
他説では、獣はハイエナのような異国の動物であり、飼われていたものが逃亡したのだと主張されている 。2種のハイエナが人を襲うことも知られている。アフリカ、中近東、パキスタン、西インドに生息するシマハイエナと、アフリカ原産のブチハイエナである。ハイエナはジェヴォーダンの獣と同じような傷を残すことが知られており、人間を襲う際は最初に顔面部に噛みつく。またカッショクハイエナは体毛が褐色であり、時に赤褐色の個体もいる。と同時にシマハイエナとも似た縞模様を持つ。
しかし、ハイエナはジェヴォーダンの獣がしたように、なめらかな足取りで走ることは考えられず、高く飛び上がることもできない。ロレン・コールマンの『Cryptozoology A to Z』（未確認動物百科事典）の35ページには、パリの国立自然史博物館でフランズ・ジュリアンという名の剥製師が、ジャン・シャストルにより撃たれたとリストに挙げられ記載のあるのと似た動物を発見したという。その動物は剥製にされて1766年から1819年まで展示されていた。それは明白にアフリカのシマハイエナと証明されるものだった。
ヒストリーチャンネルで放送された番組「謎のオオカミ男を追え！」では、未知動物学者と警察出身の犯罪研究家がハイエナ説を支持し、それをシャストルが飼い慣らしていたため命中させにくい銀の銃弾で仕留めることができたのではないかとした。番組では現地を取材し、現地の人々が元々プロテスタントであったのに、フランス国王によって強制的にカトリックに改宗させられた事実から、カトリック教会には住民による支持が必要であったことや、元々地元では人付き合いが悪く変わり者と見なされていたシャストルが、カトリック教会の祝福を受けた銀の銃弾によって獣を倒し、その後は銅像まで造られるような英雄になったことを紹介している。また、当時の富裕層がアフリカからハイエナなどを取り寄せていた事実や、オオカミではできないが、犬やハイエナならば飼い慣らせば人を襲わせることができることも紹介している。

### ハイブリッドウルフ
その他の獣の説明として、ペットとして飼われていたイヌか雑種であるとする説がある。この説は自然史家マイケル・ルイスら大勢から支持された。テレビ・シリーズ『Animal X』によれば、獣はハイブリッドウルフであったと主張されている。ハイブリッドウルフは、狼側の親のように人を恐れず、調教が容易であり、いくつかの報告にあったように人に随伴して行動することもできる。

### フクロオオカミ
フクロオオカミは当時絶滅してはいないが、まだイギリス人ですらタスマニア島へは入植しておらず未発見であった。ただし人間の手によりなんらかの入手ルートでフランスに侵入したという可能性もある。タスマニア島には1642年にオランダ人が最初に上陸し、1722年にフランス人が上陸している。1933年には最後の野生個体が捕獲されイギリスに輸送され、存外に環境の変化に強く1936年まで生きていた。外見がオオカミに似ていて背中に縞模様があり赤茶色の体色に長い尻尾と、獣とその特徴が全て一致する。

### ナマケグマ
人間に飼育されていたナマケグマが逃げ出した、または飼い主が故意に逃がしたものが暴れていたという説。多くの目撃情報を元に書かれた獣の絵はナマケグマに外見が似ており、両前足の鉤爪、犬のような顔と、毛色と大きく長い尻尾を除けば身体的特徴が一致する。またナマケグマはハイエナと同様に人間を襲う際に顔面部に噛み付いたり、爪で人間の頭皮を剥いでしまうこともある。「幻の動物たち-未知動物学への招待」で作者のジャン・ジャック・バルロワが挙げている説の一つ。

### 複数の動物
当時のフランスで、富裕層がハイエナはもちろんアフリカの動物を取り寄せることがあった事実から、世界各国から取り寄せられた動物がなんらかの理由で脱走したか、不法投棄などで野生化し同地で暴れていたという説。ハイエナなどフランスに生息しないはずの生物に似た姿だったという目撃証言は複数の生物の目撃証言が混合したというもの。

### 絶滅動物
絶滅したはずの動物の隠れ住んでいた一団が、戦争による山野の荒廃などの理由で住処を追われた、または人間が外国からそれらを持ち込んだという突飛な説。ハイイロオオカミの祖先ダイアウルフや目撃証言と一致する特徴を持ったアンドリューサルクスに古代の大型ハイエナのパキクロクタ、果てはサーベルタイガー説まである。

## フィクションに現れたジェヴォーダンの獣
- ロバート・ルイス・スティーヴンソン - 作家。1878年にジェヴォーダン地域を旅行し、紀行文『旅はロバを連れて』にこの伝説を記した。
- クラーク・アシュトン・スミス - 作家。ジェヴォーダンの獣に触発され、1933年の "The Beast of Averoigne" や短編を書いた。
- アーネスト・トンプソン・シートン - 作家。ジェヴォーダンの獣を小説化、1937年の『歴史に残る動物たち / 狼を中心として』（ Great Historic Animals / Mainly About Wolves ）に収録された。
- ジェヴォーダンの獣 - 2001年映画作品。ジェヴォーダンの獣は、聖職者などからなる秘密結社により海外から持ち込まれ飼いならされ、人を襲っていたという設定になっている。劇中では獣の「中身」自体は曖昧にされているが、その目はライオンのそれを彷彿とさせる。結社の目的は、「獣の出現は啓蒙思想に傾倒する王に対する神罰だ」という噂を広め、王の権威を落として自分たちが国を牛耳ることであった。
- 邪神ちゃんドロップキック - 2012年から連載されているウェブコミック。ジェヴォーダンの獣は魔界に住む凶暴な魔獣で、18世紀フランスの事件は人間界に迷い込んだ個体が起こしたとされている。悪魔ですら手を焼くということだが、主人公に懐き迷い犬として保護・飼育する形となる。
- シノビノ - 2017年から2018年まで週刊少年サンデーにて連載されていた大柿ロクロウのマンガ作品。ジェヴォーダンの獣は突然変異（ミオスタチン関連筋肉肥大）のオオカミで、獣使いが人を襲わせていた。1853年、日本に来航した黒船に日本遠征の戦力として乗せられていたジェヴォーダンの獣と獣使いの末裔が主人公の沢村甚三郎と戦う。第2巻に登場。
- ヴァニタスの手記 - 月刊ガンガンJOKERで連載されている望月淳のマンガ作品。第5巻から第8巻に登場。
- 緋弾のアリア - 赤松中学による日本のライトノベル。

## 参考
1. 1 2  Clark, Jerome (1993). Unexplained! 347 Strange Sightings, Incredible Occurrences, and Puzzling Physical Phenomena. Detroit: Visible Ink Press. ISBN 0810394367
2. ↑  幻解！超常ファイル 「未解決！ジェヴォーダンの獣事件」 獣害の社会的側面についても考察 （NHK 2014年7月放送）
3. ↑  “アーカイブされたコピー”. 2008年5月9日時点のオリジナルよりアーカイブ。2008年1月23日閲覧。
4. ↑  “[https://web.archive.org/web/20070529160435/http://www.aws.vcn.com/wolf_attacks_on_humans.html WOLF
ATTACKS ON HUMANS]”. T. R. Mader. 2007年5月29日時点のオリジナルよりアーカイブ。2007年5月31日閲覧。
5. ↑  http://www.interplastgrandrounds.org/virtual_tour_hyena_attack.html
6. ↑  http://www.jewishsf.com/content/2-0-/module/displaystory/story_id/1870/edition_id/28/format/html/displaystory.html